# Carl Friedrich Whistling
Carl Friedrich Whistling (* 16. Februar 1788 in Kelbra; † 2. September 1855 in Wien) war ein deutscher Musikalienhändler und Musikbibliograph.

## Leben
Whistlings Vater war der Arzt und Apotheker Christian Gottfried Whistling (1748–1807).
Carl Friedrich Whistling studierte in Leipzig Philologie und Kameralwissenschaften. 1811 bis 1821 war er Mitarbeiter im Verlag Bureau de Musique von Ambrosius Kühnel, der 1814 in den Besitz von Carl Friedrich Peters überging.
Von 1821 bis 1830 führte Whistling in Leipzig eine eigene Musikalienhandlung, die er schließlich an Friedrich Hofmeister verkaufte.
1817 gab Whistling erstmals ein Handbuch der musikalischen Litteratur heraus, das ab 1829 vom Verlag Friedrich Hofmeister fortgesetzt wurde. Das Nachschlagewerk, das bis heute von grundlegender Bedeutung ist, erschien zunächst anonym. Erst die 2. Auflage nennt 1828 „C. F. Whistling“ als Herausgeber, ebenso als Verleger.
Ab 1835 lebte er vermutlich einige Zeit in Hamburg, spätestens 1847 übersiedelte er nach Wien, wo er eine Anstellung im Verlag von Carl Haslinger erhielt. Er wohnte zuletzt in der Josephstadt Nr. 68, wo „Herr Whistling Karl Friedrich, Privatbuchhalter“ am 2. September 1855 im Alter von 67 Jahren starb. Eine Todesursache ist in der amtlichen Wiener Zeitung nicht angegeben.

## Familie
Whistling war mit Caroline Sophie Elisabeth geb. Krämer (* 1781 in Leipzig; † 21. Mai 1849 in ebenda) verheiratet. Aus der Ehe gingen zwei Söhne hervor:
- Der Verleger Friedrich Whistling (* 28. September 1809 in Halle/Saale, † 3. November 1861 in Leipzig). Er war einer der wichtigster Verleger von Robert Schumann.
- Der Musikalienhändler und Verleger August Theodor Whistling (* 1812, † 25. November 1869 in Leipzig). Er war von 1852 bis 1860 Geschäftsführer (ab 1855 Prokurist) des Verlags C. F. Peters und übernahm nach dem Tod seines Bruders dessen Verlag.

## Werke
- Handbuch der musikalischen Litteratur oder allgemeines systematisch geordnetes Verzeichniss der bis zum Ende des Jahres 1815 gedruckten Musikalien, auch musikalischen Schriften und Abbildungen mit Anzeige der Verleger und Preise, Leipzig: Anton Meysel, 1817 (Digitalisat) – 2., erweiterte Aufl., Leipzig: C. F. Whistling 1828